# The Moonglows
The Moonglows var en amerikansk sånggrupp bildad 1951 i Cleveland, Ohio och som hade stor betydelse för doo wop-musiken. 
Gruppnamnet var vid bildandet Crazy Sounds, men den amerikanske discjockeyn Alan Freed döpte gruppen till The Moonglows, efter sitt eget smeknamn Moondog, samt hjälpte dem med promotion.
Gruppens största hit var "Sincerely" (skriven av Harvey Fuqua och Alan Freed) 1955, en av de mest kända doo wop-låtarna från 1950-talet. Som så ofta vid den tiden spelades den dock också in av en vit grupp, i det här fallet The McGuire Sisters, som med sin version låg tio veckor på Billboardlistans förstaplats. The Moonglows originalversion nådde plats 20. På de speciella rythm & blues-listorna hade gruppen dock en lång rad framgångar. 
Harvey Fuqua arbetade senare för skivkoncernen Motown i Detroit som låtskrivare och producent.
The Moonglows inflytande på doo wop-musiken kan knappast överskattas. Gruppen valdes in i Rock and Roll Hall of Fame år 2000.

## Medlemmar
- Harvey Fuqua (f. 27 juli 1929 i Louisville, Kentucky – d. 6 juli 2010 i Detroit, Michigan – sång (baryton) (1951–1960)
- Bobby Lester (f. Robert L. Dallas 13 januari 1930 i Louisville, Kentucky – d. oktober 1980 i Louisville) – sång (tenor) (1951–1959)
- Billy Johnson (f. William McDowell Johnson 20 augusti 1928 i Hartford, Connecticut – d. 28 april 1987 i Los Angeles, Kalifornien) – gitarr (1955–1959)
- Prentiss Barnes (f. 25 april 1925 i Magnolia, Mississippi – d. 2006) – sång (bas) (1951–1959)
- Alexander "Pete" Graves (f. 17 april 1936 i Bessemer, Alabama – d. 2006) – sång (tenor) (1953–1959)
- Reese Palmer (f. 9 april 1938 i Washington, D.C. – 27 oktober 2011 i Temple Hills, Maryland) – sång (tenor) (1959–1960)
- Marvin Gaye (f. Marvin Pentz Gay, Jr. 2 april 1939 i Washington, D.C. – d. 1 april 1984 i Los Angeles) – sång (tenor, baryton) (1959–1960)
- Danny Coggins (f. I Tennessee) – sång (tenor) (1951–1953)
- Wayne Bennett – gitarr (1955)
- James Nolan – sång (tenor, baryton) (1959–1960)
- Chester Simmons – sång (baryton, bas) (1959–1960)
- Chuck Barksdale – sång (bas) (1959–1969)

Sammansättningen ändrades med tiden, men alltid med Fuqua som centralfigur. Under en kort period, 1959–1960, ingick en ung Marvin Gaye i gruppen.

## Diskografi
Album
- 1959 – Look! It's The Moonglows
- 1964 – The Moonglows
- 1972 – The Return of The Moonglows
- 1979 – One More Time

Hitsinglar
- 1955 – "Most of All" (US R&B #5)
- 1955 – "Sincerely" (US #20, US R&B #1)
- 1956 – "When We Go Together" (US R&B #9)
- 1956 – "When I'm With You" (US R&B #15)
- 1956 – "See Saw" (US #25, US R&B #6)
- 1957 – "Please Send Me Someone to Love" (US #73, US R&B #5)
- 1958 – "Ten Commandments of Love" (US #22, US R&B #9)
- 1972 – "Sincerely" (US R&B #43)

Samlingsalbum (urval)
- 1962 – The Best Of Bobby Lester And The Moonglows
- 1964 – Collectors Showcase Vol. II
- 1976 – Moonglows
- 1979 – Ten Commandments of Love
- 1984 – Their Greatest Sides
- 1988 – Vintage Gold